# Besonrieux
Besonrieux est une section de la ville belge de La Louvière, située en Wallonie dans la province de Hainaut.
C'est un ancien hameau de la commune de Familleureux, dont son territoire a été partagée lors de la fusion des communes de 1977 entre La Louvière et Seneffe, auquel Familleureux a été rattachée.

## Toponymie
Besonrieux viendrait de Buesonriu qui signifierait, d'après Albert Carnoy, ruisseau de Boso.